# Heudebouville
Heudebouville è un comune francese di 828 abitanti situato nel dipartimento dell'Eure nella regione della Normandia.

## Società

### Evoluzione demografica
Abitanti censiti